# 柳作战
柳作战，或更正式的名称遣德潜艇作战（Submarine Missions to Germany），是大日本帝国海军在第二次世界大战期间进行的一系列潜艇长距离航行作战行动。其目的是与日本的轴心国伙伴（主要是纳粹德国）交换技术、技能和物资。这几次航行都必须穿越西方盟国在印度洋和大西洋的海军优势区域。在全部五次向西航行中，三次安全抵达目的地，两艘潜艇前往目的地的途中沉没；而在三艘成功抵达目的地的潜艇中，只有一艘成功回到日本，另外两艘在返程途中沉没。
与柳作战向对应的还有德国方面组织的几次U型潜艇的互惠航行。然而这几次航行都并不属于柳作战的行动范围，此外还有几次往返远东的突破封锁货运航行也不在柳作战计划范围内。

## 背景
1941年12月，德国、意大利和日本签署的《三国同盟条约》经过修订纳入了一项军事协定，其中包括关于通过建立交换物资和技术专家的运输走廊来加强德日合作的相关内容。由于德国入侵苏联导致德日之间途径欧亚大陆的陆上交通被封锁，协议要求绕过苏联领土进行空运和海运活动。事实证明，避开苏联领空的空中航线对当时的飞行器来说过于困难，因此大部分运输活动通过海上进行，从大西洋经过印度洋到达太平洋。早期的柳作战任务在1941年至1942年末期间是通过水面突破封锁的船只进行的。在行动展开的第一年受英国方面干扰甚微，共有12艘水面船只抵达德国占领的法国，并从远东运送来了约6万吨物资。但是自1942年夏天之后，随着英国开始拦截日本的外交通信并由皇家空军在比斯开湾布雷，对突破封锁船只的攻击变得更加有效。到1943年夏天，德国收到的物资仅为前一年的三分之一。1943年春天，日本驻德国大使大岛浩与德国高级官员讨论了使用潜艇代替水面舰只进行长距离输送的可能性。早在1941年12月，希特勒就曾告诉大岛浩，德国可以在长期内使用潜艇与日本建立运输联系。但当时的德国海军总司令埃里希·雷德尔元帅反对这一计划，他认为此举会分散德国海军优先建造更多水面舰艇的资源。
情况在1943年初发生了变化，海军元帅卡尔·邓尼茨取代雷德尔担任德国海军司令。这一时期，大量突破封锁线的舰只都在途中都被盟军捕获，而邓尼茨本人对改装潜艇作为货物运输工具的想法更加支持。由于日本控制了马来亚和印度尼西亚，德国最高司令部考虑派遣德国U型潜艇穿越印度洋前往东南亚。随着德国海军在战争中逐步失去对海洋的控制权，他们在1943年中期开始使用U艇而不是水面舰只执行前往日本的任务。随着战争的进行，日本越来越重视来自德国的物资和技术专长。最初，德国人面临后勤困难。1943年1月，大岛大使告诉希特勒，日本海军正在为柳作战建造20艘大型货物潜艇。德国海军也考虑建造货运潜艇（指定型号为XX级U型潜艇），但因资源有限，这个项目从未实施。最终德国方面还是使用了几艘IX级远程U型潜艇，几艘X级布雷U型潜艇和一艘XIV级U型潜艇来继续执行输送任务。

## 柳作战
1942年4月，“伊-30”號潛艦装载着云母和虫胶以及九一式空射鱼雷的图纸离开吴港。在与其他日本帝国海军潜艇一起执行印度洋任务后，于6月脱离编队前往欧洲海域，并于1942年8月抵达洛里昂。该月晚些时候，“伊-30”号满载德国提供的军事技术，包括维尔茨堡雷达的图纸和一整套设备、八枚鱼雷和五台鱼雷数据计算机、反坦克炮、钻石、20毫米防空炮以及50台恩尼格玛密码机从法国出发，并于同年10月抵达新加坡。然而在即将离开新加坡，踏上前往日本的最后一段路程时，“伊-30”号不幸在港内触发了一枚水雷而沉没。部分物资被成功打捞上来，但大部分都丢失了。
1943年6月，“伊-8”号潜艇携带日本九五式鱼雷图纸、一架侦察机和潜艇设备从吴港出发，并在新加坡装载了一批锡、橡胶和奎宁。此外，随舰还有一支在吴港组建的48人组成的备用船员队伍，用以执行带回一艘德国潜艇——“U-1224”号的任务。这艘U型潜艇由德国海军转交给日本帝国海军进行检测和逆向工程。“伊-8”号潜艇与从洛里昂出发的德国潜艇“U-161”号潛艇会合，后者移交了两名安装雷达探测器的德国技术人员。同年8月，“伊-8”号抵达布雷斯特。10月，“伊-8”号带着各种德国技术，包括炸弹、防空炮瞄准器、航海计时器、戴姆勒-奔驰产鱼雷艇发动机、电动鱼雷、机枪和青霉素从法国出发，经过30,000英里（48,000）的往返航程后，最终于12月回到吴港。
1943年10月，“伊-34”号潜艇离开吴港前往新加坡。在新加坡，“伊-34”号装载了一批锡、钨、橡胶和鸦片在11月11日再次出发，但于11月13日在马六甲海峡被英国“金牛座”号潜艇拦截并击沉。
1943年11月，“伊-29”号潜艇离开吴港前往新加坡。装载锡、钨、锌、橡胶和奎宁等物资后于1943年12月离开新加坡，前往纳粹德国占领的法国，并于1944年3月抵达比斯开湾。在德国军舰和飞机的护航下“伊-29”号遭遇盟军飞机的激烈攻击，但最终安全抵达洛里昂。1944年4月，“伊-29”号携带大量德国技术离开洛里昂，其中包括瓦尔特火箭发动机、喷气动力飞机Me 262以及火箭动力飞机Me 163的设计图纸。“伊-29”号于7月份抵达新加坡，但在1944年7月26日与所装载的货物一起被美国潜艇“锯鱼”号击沉在吕宋海峡。
1944年3月，“伊-52”号潜艇离开吴港，装载了一批包括黄金在内的金属，以及一队前往德国研究防空技术的日本技术人员。在新加坡停靠时，“伊-52”号装载了包括橡胶和鸦片在内的其他货物。“伊-52”号到达南大西洋，并在6月23日成功与从洛里昂出发的“U-530”号潛艇会合，并接收了一名德国联络官、两名无线电操作员、现行德国海军编码和一台纳克索斯雷达探测器。然而，当天晚上该舰就被一架装备有雷达的格鲁曼TBF复仇者式轰炸机发现。这架飞机来自一个以美国护航航空母舰“博格”号为核心的猎潜大队，投下了声纳浮标并用“Fido”自导鱼雷击沉了“伊-52”号潜艇。“伊-52”号所有乘员（95名船员、14名乘客和3名德国水手）全部阵亡，沉没位置在佛得角群岛以西15°16′N 39°55′W / 15.267°N 39.917°W附近。据信“伊-52”号預計在返航時運送铀氧化物。

## 德国方面开展的互惠航行
1943年2月至6月，“U-180”号潜艇从基尔出发前往印度洋，在莫桑比克海峡与“伊-29”号潜艇会合。“U-180”号潜艇接载了未来的印度国民军领袖苏巴斯·钱德拉·鲍斯，并接收了从槟城取得的两吨黄金，作为迄今为止日本收到的德国货物的付款。
1943年5月，“U-511”号潜艇从洛里昂出发前往日本，8月份抵达吴港。该舰以代号“马可·波罗一世”的身份被移交给日本海军作为潜艇技术的交流，并被编入日本海军序列，更名为“吕-500”号潜艇。
1944年2月，代号为“马可·波罗二世”的“U-1224”号潜艇在基尔被转交给日本海军，更名为“吕-501”号后，该舰受命在日本舰员的指挥下起航，与“伊-8”号会合后进行加油，并携带着贵金属、未加工的光学玻璃、建造IX级U型潜艇和Me 163战斗机的蓝图和模型前往槟城。5月13日，“吕-501”号在佛得角群岛西部被美国“博格”号航空母舰猎潜大队的护航驱逐舰“弗朗西斯·M·罗宾逊”号拦截并击沉。
1944年12月5日，“U-864”号潛艇从挪威卑尔根出发，携带Me 262喷气式飞机的零件和设计图纸，以及1857个装有总计65吨汞的玻璃瓶，执行“凯撒行动”。然而该舰却因搁浅而不得不返回卑尔根，并在1945年1月12日遭受英军轰炸，延迟了修复工作。“U-864”号于1945年2月6日再次出发，但在1945年2月9日于挪威海发生的战斗中被英国“冒险者”号潜艇发现并击沉。这也是在一系列输送行动中，唯一一次在潜水状态下发生一艘潜艇击沉另一艘潜艇的事件。
1945年3月，「U-234」號潛艦带着550（1,210磅）的铀氧化物、一架Me 262喷气式战斗机以及新型电动鱼雷的设计图纸前往日本。这是德国方面的最后一次尝试，但该舰在德国投降后改航向美國東岸，被美国海军在纽芬兰俘获。

## 脚注
1. 1 2  Scalia (2009)，第9, 10頁.
2. ↑  Scalia (2009)，第11頁.
3. 1 2  Blair (1998)，第231頁.
4. 1 2  Hackett and Kingsepp, IJN Submarine I-30: Tabular Record of Movement
5. ↑  Blair (1998)，第373-374頁.
6. ↑  Blair (1998)，第405頁.
7. ↑  Hackett and Kingsepp, IJN Submarine I-8: Tabular Record of Movement
8. ↑  Blair (1998)，第480頁.
9. ↑  Hackett and Kingsepp, IJN Submarine I-34: Tabular Record of Movement
10. 1 2  Hackett and Kingsepp, IJN Submarine I-29: Tabular Record of Movement
11. 1 2  Blair (1998)，第539頁.
12. 1 2  Hackett and Kingsepp, IJN Submarine I-52: Tabular Record of Movement
13. ↑  Blair (1998)，第566-567頁.
14. ↑  . www.i-52.com.   [2019-07-03]. （原始内容存档于2016-10-02）.
15. ↑  Blair (1998)，第231-233頁.
16. ↑  Blair (1998)，第296頁.
17. ↑  Blair (1998)，第538頁.
18. ↑  Blair (1998)，第691-692頁.
19. ↑  Blair (1998)，第692-694頁.